# Intrust Bank Arena
L'Intrust Bank Arena est une salle omnisports située à Wichita, dans l'État du Kansas aux États-Unis.

## Configuration
Sa capacité est de 13 450 places pour les matches de hockey sur glace, 15 004 pour ceux de basket-ball, et pour les concerts elle peut varier de 10 100 à 15 750 places.

## Équipes résidentes
Depuis 2010, la salle est le domicile des Thunder de Wichita, équipe de hockey sur glace qui évolue en ECHL et des Wichita State Shockers (en), équipe évoluant dans le championnat NCAA de basket-ball.
Depuis 2015, la salle accueille également les Wichita Force (en), équipe de football américain en salle qui évolue dans le Champions Indoor Football.